# S.S. Van Dine

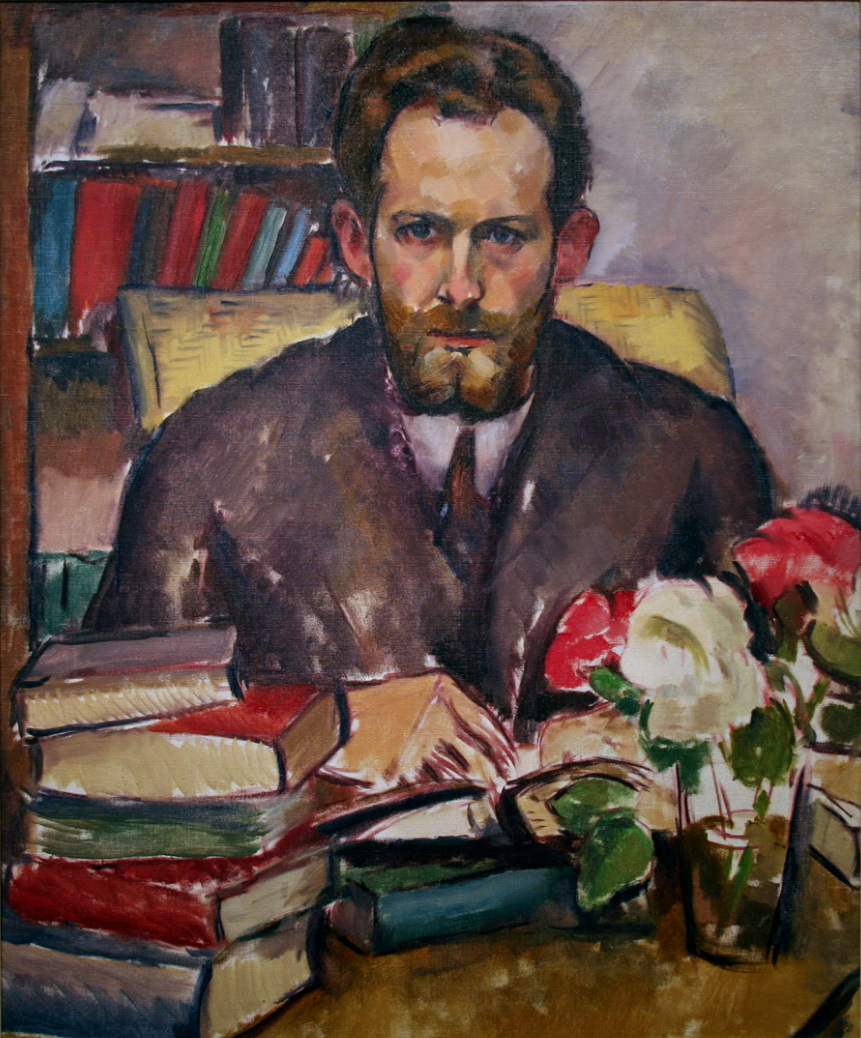
Porträtt av författaren, av brodern Stanton MacDonald-Wright, 1913–1914.

S. S. Van Dine var pseudonym för Willard Huntington Wright, född 15 oktober 1888, avliden 11 april 1939, en amerikansk konstkritiker och författare. Han skapade den fiktive deckaren Philo Vance, som förekom i böcker från 1920-talet, sedan även i filmer och på radio. Idag är både Van Dine och Vance i stort sett bortglömda.

## Biografi
Willard Huntington Wright var son till Archibald Davenport Wright och Annie Van Vranken Wright, och föddes 1888 i Charlottesville, Virginia. Han gick på St. Vincent College, Pomona College, och Harvard University. Därefter studerade han konst i München och Paris, vilket så småningom ledde till ett jobb som litteratur- och konstkritiker för Los Angeles Times. 
Wrights tidigaste litterära verk (1910 - 1919) dominerades av två mål: litterär naturalism (han skrev själv bland annat romanen The Man of Promise och lät publicera flera i samma stil i tidskriften The Smart Set). 1917 publicerade han Misinforming a Nation (ungefär Att förleda en nation), en kritik riktad mot de fel som fanns i den elfte upplagan av Encyclopedia Britannica.
1907 gifte sig Wright med Katharine Belle Boynton från Seattle, Washington. Han gifte sig senare en andra gång, i oktober 1930. Hans fru var Eleanor Rulapaugh, känd som Claire De Lisle, porträttmålare.
1912 till 1914 var Wright redaktör för The Smart Set, en litterär tidskrift som publicerades i New York. Han fortsatte att skriva som kritiker och journalist till 1923, då han blev sjuk i vad som angavs vara överarbete, men som i själva verket var ett hemligt drogberoende.  Hans läkare ordinerade honom att vara sängliggande (utåt sett för ett hjärtfel) i mer än två år. I frustration började Wright samla och studera tusentals kriminal- och deckarvolymer. 1926 betalade det sig med den första utgivna romanen, The Benson Murder Case. Wright sade att han tog pseudonymen från förkortningen för "steamship" (ångfartyg) och att Van Dine var ett gammalt släktnamn. Enligt en biografi om Wright av John Loughery finns det dock ingen Van Dine i släkten.
Wright skrev allt som allt elva deckare till, och de första böckerna om hans amatördeckare från överklassen, Philo Vance (som var lika intresserad av estetik som Wright var), blev så populära att Wright blev rik för första gången i sin liv. Hans senare böcker blev allt mindre populära eftersom publikens smak förändrades. Han flyttade till en takvåning och slösade bort sina pengar likt den snobbige Vance. Wright dog i april 1939 i New York City, ett år efter publiceringen av The Gracie Allen Murder Case som i praktiken var ett omskrivet filmmanuskript, skrivet för en av de då populäraste radiokomikerna, Gracie Allen. Postumt publicerades den ej färdigskrivna The Winter Murder Case. Även om Van Dine numera är i stort sett bortglömd inom deckargenren, spelade han en viktig roll i att inspirera andra deckarförfattare. Den som låtit sig inspireras mest var Ellery Queen med dennes första böcker. Queen hade dock, till skillnad från Van Dine, förmågan att följa med sin tid och utvecklas i samklang med läsekretsen.
Förutom romanerna skrev Wright även en serie noveller för Warner Brothers filmstudio under 1930-talet. De novellerna användes som grund för en serie med 12 kortfilmer, omkring 20 minuter långa, som hade premiär 1930-1931. Filmerna är framför allt anmärkningsvärda för att vara icke-rasistiska mot kinesiska rollfigurer, något som var ovanligt för den tiden. Troligen finns ingen av dessa noveller kvar, och eftersom Hollywood då producerade hundratals sådana kortfilmer vid den perioden är de flesta bortglömda och inte ens bokförda idag.